# Johannes Thysius
Jo(h)annes Thijs, latinisé en Jo(h)annes Thysius, (Amsterdam, 1622 - Leyde, octobre 1653), est un collectionneur nééerlandais, qui dans son testament a donné l'ordre de construire ce qui serait la première bibliothèque publique néerlandaise : la Bibliotheca Thysiana à Leyde. Johannes Thysius est mort à l'âge de 31 ans, mais la bibliothèque qui porte son nom existe depuis plus de 350 ans.

## Jeunesse et éducation
Johannes Thysius est baptisé à Amsterdam le 14 juin 1622. Il appartient à une riche famille protestante du sud des Pays-Bas. Sa mère, Elisabeth de Bacher, issue d'une famille aisée, décède en couches. Son père, Antoni Thijs, devenu riche grâce aux actions de la Compagnie nééerlandaise des Indes orientales, se remarie avec Magdalena Belten en 1627. Plusieurs enfants naissent de ce mariage. Antoni Thijs meurt en 1634.
Johannes grandit avec sa tante Catharina Thijs et son mari, le professeur de Leyde Constantin l'Empereur van Opwijck, qu'elle épousa en 1628. Thysius fréquente l’école latine du quartier. En 1635, il part étudier la littérature (et plus tard le droit) à Leyde. L'héritage de ses parents lui permet de vivre une vie insouciante. Thysius obtient son doctorat à Angers (1647) et à Leyde (1652).

## Collection

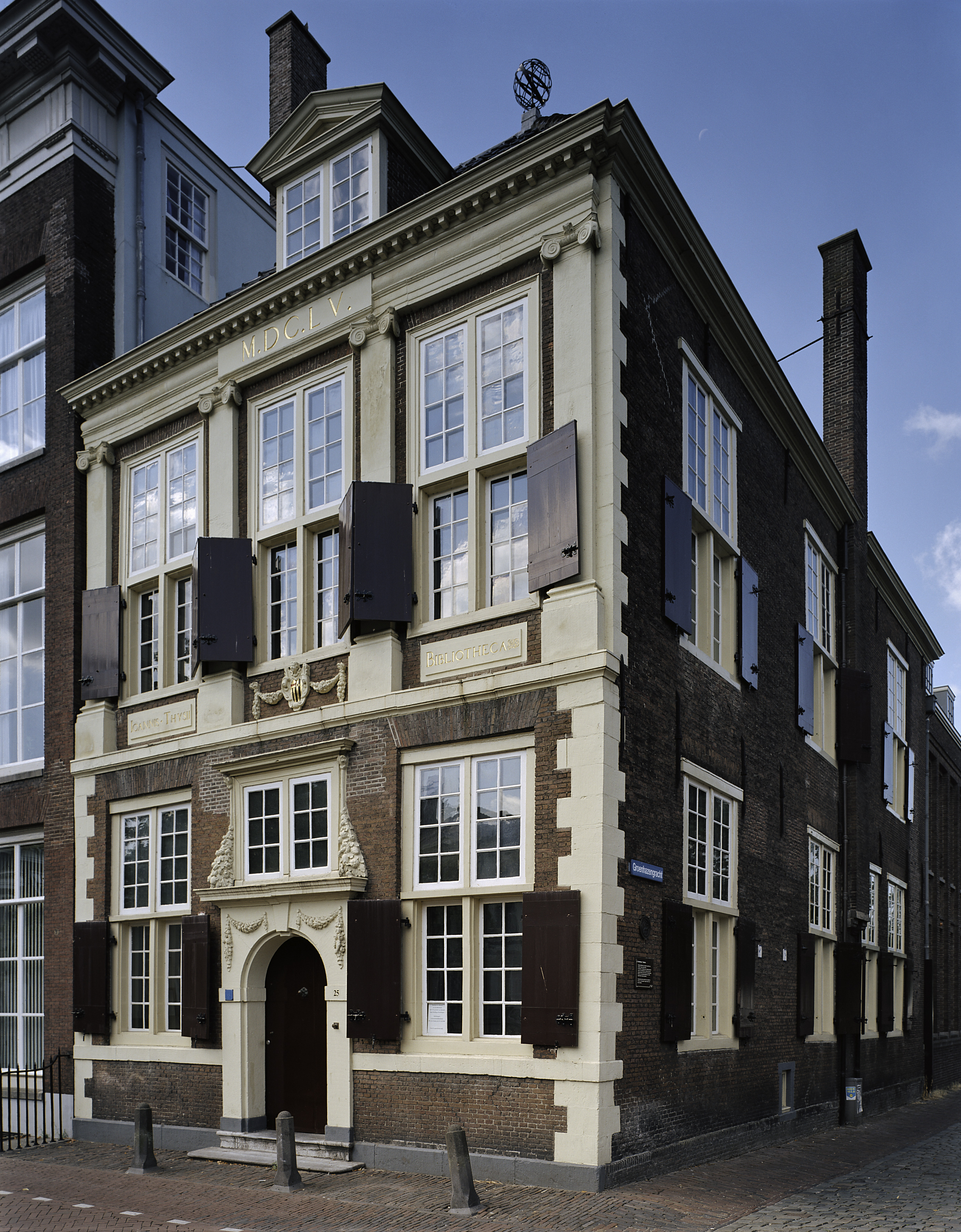
Bibliothèque Thysiana en 2003

En 1635, Thysius hérite d'une partie de la bibliothèque de son oncle, le professeur d'histoire Jacobus Thysius. Ce fut le début d'une passion. Thysius achète des livres aux enchères et enrichit sa bibliothèque lors d'un long voyage à travers la France (Angers, Caen, Paris) et l'Angleterre (Oxford) entre 1646 et 1648. La particularité de la collection Thysius est sa diversité. Il semble qu'il ait essayé de rassembler des livres de tous les domaines dans une seule collection : cartographie, anatomie, littérature, musique, théologie, astrologie, histoire. La collection est également diversifiée au niveau des langues :  beaucoup de latin bien sûr, langue scientifique du XVIIe siècle, mais aussi du grec, de l'hébreu, de l'arabe, du néerlandais, de l'anglais, du français et de l'allemand. Même un livre chinois (du XVIIe siècle) y figure,.

## Bibliothèque Thysiana
La collection totale de Thysius contenait plus de deux mille volumes. Pourtant, ce n'est pas le nombre qui compte le plus dans cette bibliothèque - même s'il était impressionnant et représentait une fortune au XVIIe siècle. Deux choses caractérisent la Bibliotheca Thysiana. Le bâtiment a été spécialement conçu comme bibliothèque et a même été placé spécifiquement à cet endroit de Leyde (au coin des rues Rapenburg et Groenhazengracht), en partie en raison de la belle et favorable lumière. Du fait du manque d'argent au cours des siècles qui ont suivi, la situation est aujourd'hui presque la même qu'au XVIIe siècle : une "véritable machine à remonter le temps" (comme la décrit Boudewijn Büch  dans l'Algemeen Dagblad). L'autre particularité est que Thysius a expressément désigné la bibliothèque dans son testament comme une collection "pour le service public de l'étude" et donc comme une bibliothèque publique. Auparavant, les bibliothèques faisaient souvent partie de monastères ou de châteaux (clergé ou noblesse).

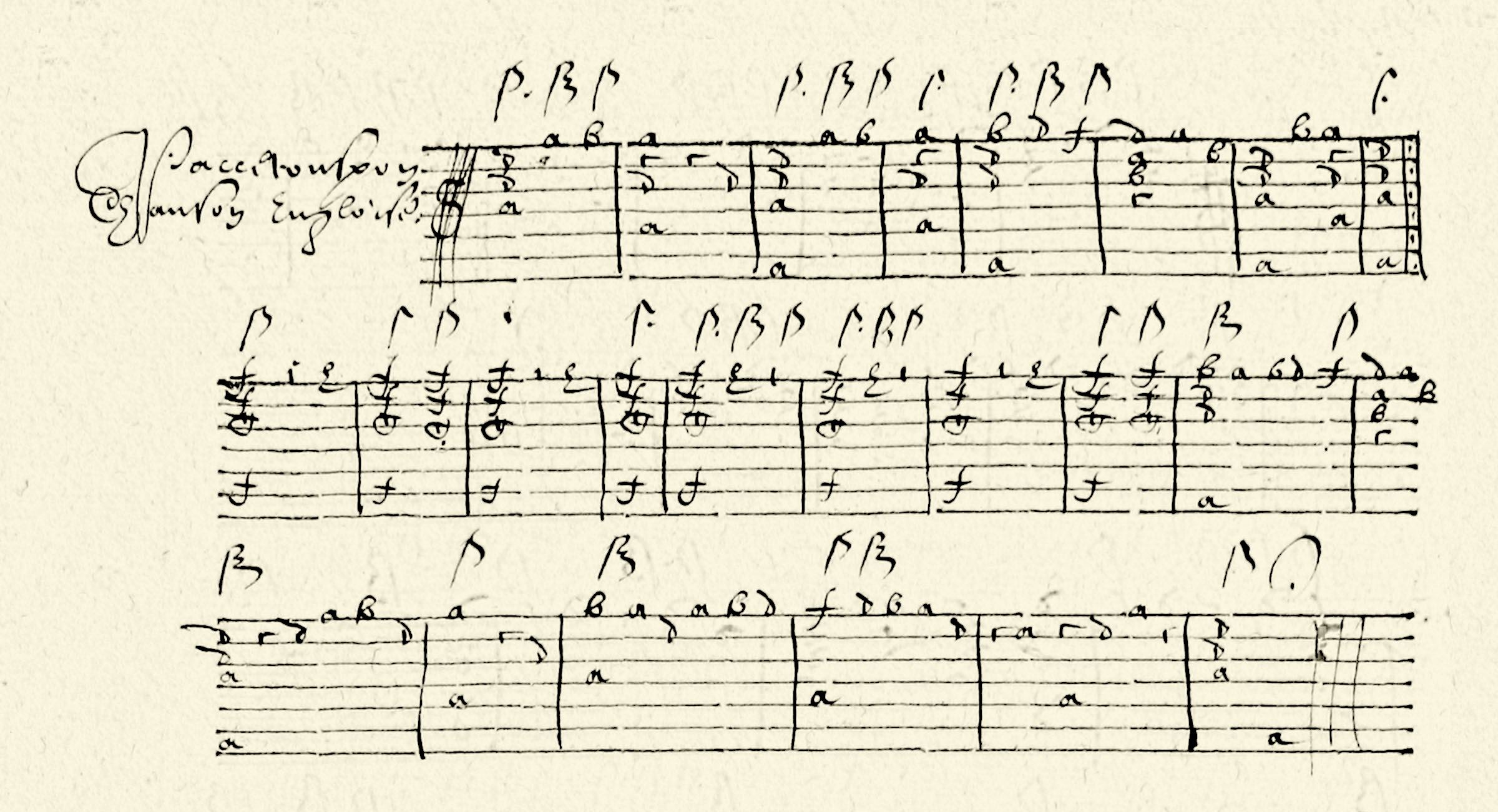
Danse anglaise tirée du Livre de Luth d'Adriaen Smout ; propriété de la Bibliotheca Thysiana.